# Seurbi
Die Seurbi waren ein Stamm in Iberien, der zu den Stämmen der Gallaeker (Callaici) gezählt wird. Sie siedelten nach Plinius dem Älteren an der Mündung des Miño überwiegend auf dem Gebiet der portugiesischen Distrikte Viana do Castelo und Braga.
Ebenfalls nach Plinius sind ihre Nachbarn der Stamm der Leuni und die Landstadt Asturica Augusta, die zu den Bracari gehörte. Sie werden auch dem Stammesverband der Lusitanier (Lusitani) hinzugerechnet. Die Kultur ist keltisch beeinflusst, aber dem Ursprung nach nicht keltisch. Die Seurbi wanderten wahrscheinlicher von Norden als von Süden her in der Späthallstattzeit oder der La-Tène-Zeit, spätestens aber bis zum Ende des Zweiten Punischen Krieges ein.
Einige Forscher sahen bzw. sehen die Seurbi des Plinius (24–79 n. Chr.) in den Seurri (Σεουροι) in der Geographie des Ptolemaios (~100–175 n. Chr.), in der die Seurbi nicht mehr, zumindest unter diesem Namen auftauchen. Demnach werden den Seurbi auch die Städte Talamina und Aqua Quintinae zugeschrieben.